# Barajul Leșu

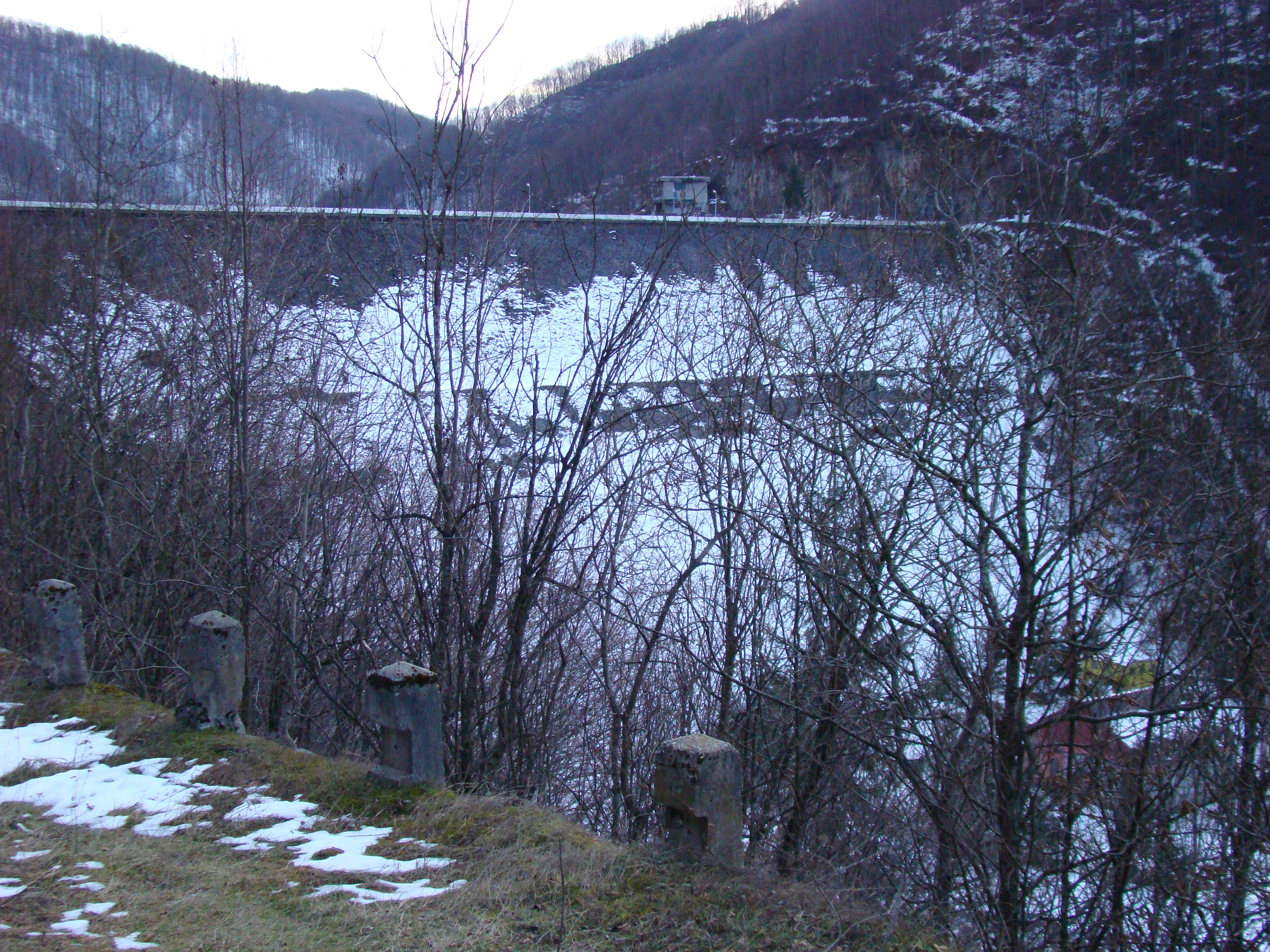
Barajul Leșu

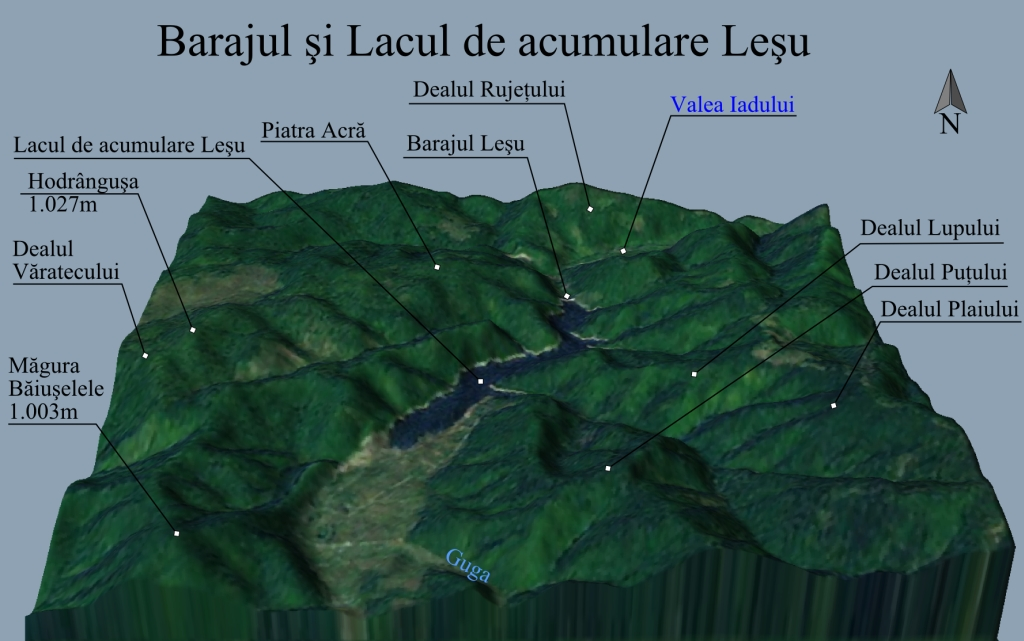
Barajul și Lacul de acumulare Leșu

Lacul Leșu este un lac de acumulare situat lângă localitatea Leșu pe Valea Iadului în Munții Apuseni județul Bihor

## Căi de acces
Zona de agrement este situat pe Valea Leșului, iar lacul de acumulare fiind pe Valea Iadului la 20 km de DN 1, șoseaua trecând prin Beiuș, apoi pe un drum forestier spre Stâna de Vale, prin care s-a realizat un acces spre Masivul Bihor-Vlădeasa.

## Lacul
Este un lac de acumulare cu o suprafață de 148 hectare, volumul de apă realizat prin construirea barajului pe Valea Iadului este de 28,3 milioane m³. 
Lacul a fost dat în folosință în anul 1973, iar hidrocentrala în anul 1977. În anul 2015 lacul a fost golit datorită infiltrațiilor de apă prin baraj. Până în 2020 fuseseră realizate lucrări de reparații de 6,4 milioane de lei, dar problemele nu fuseseră rezolvate.
Zona de agrement preferată este Coada Lacului care a devenit în sezonul de vară un sat de vacanță.

## Imagini

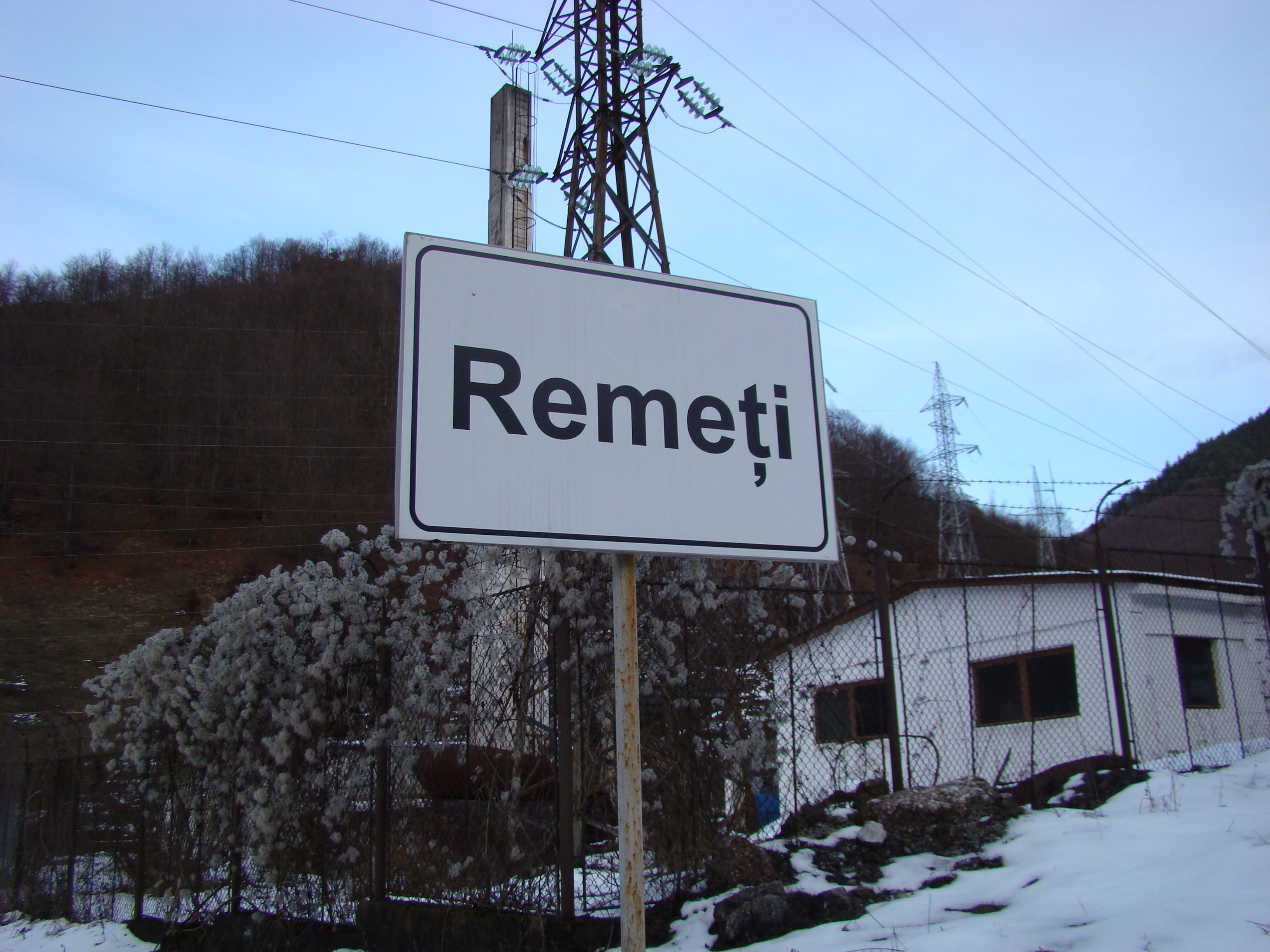
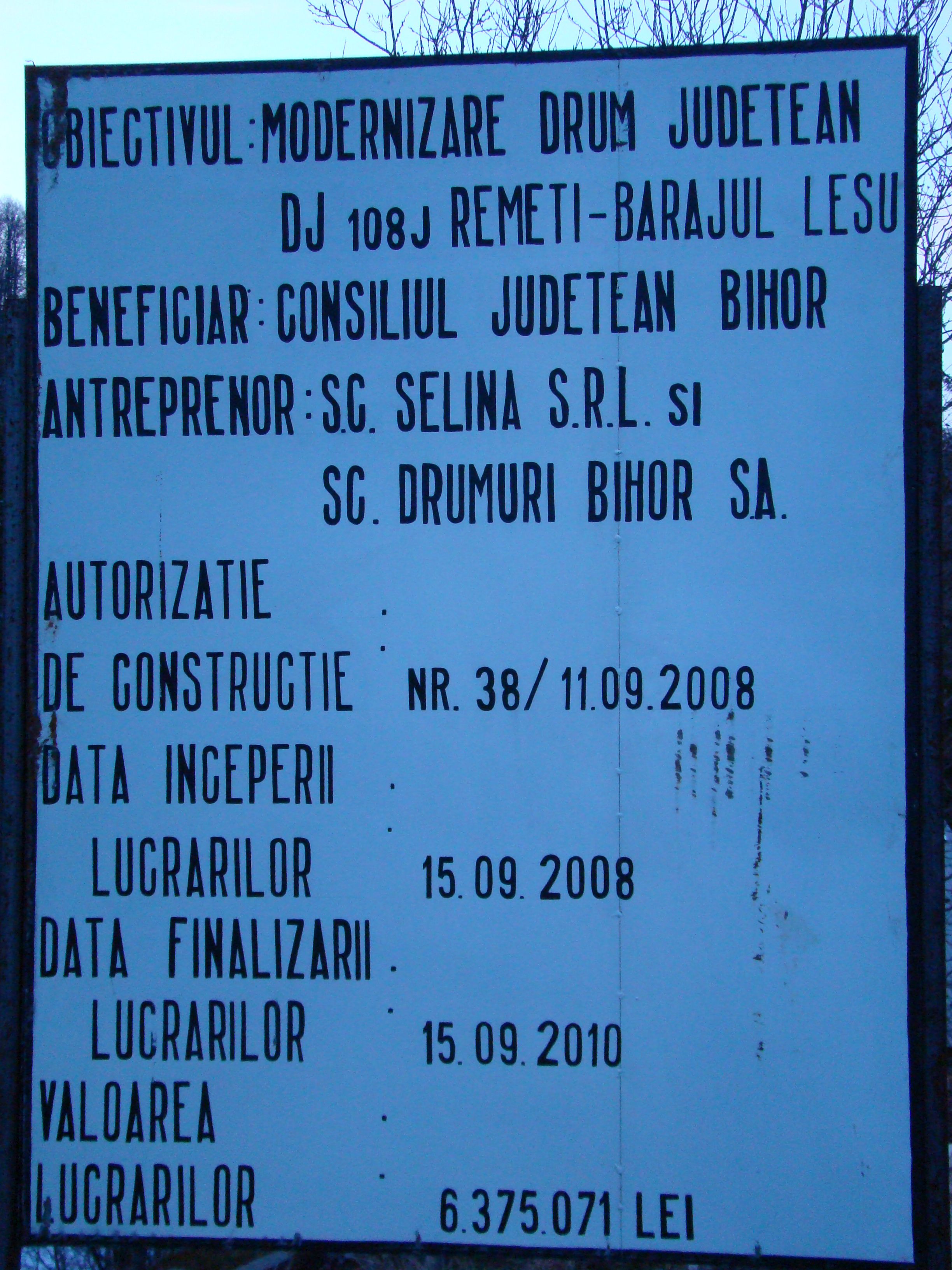
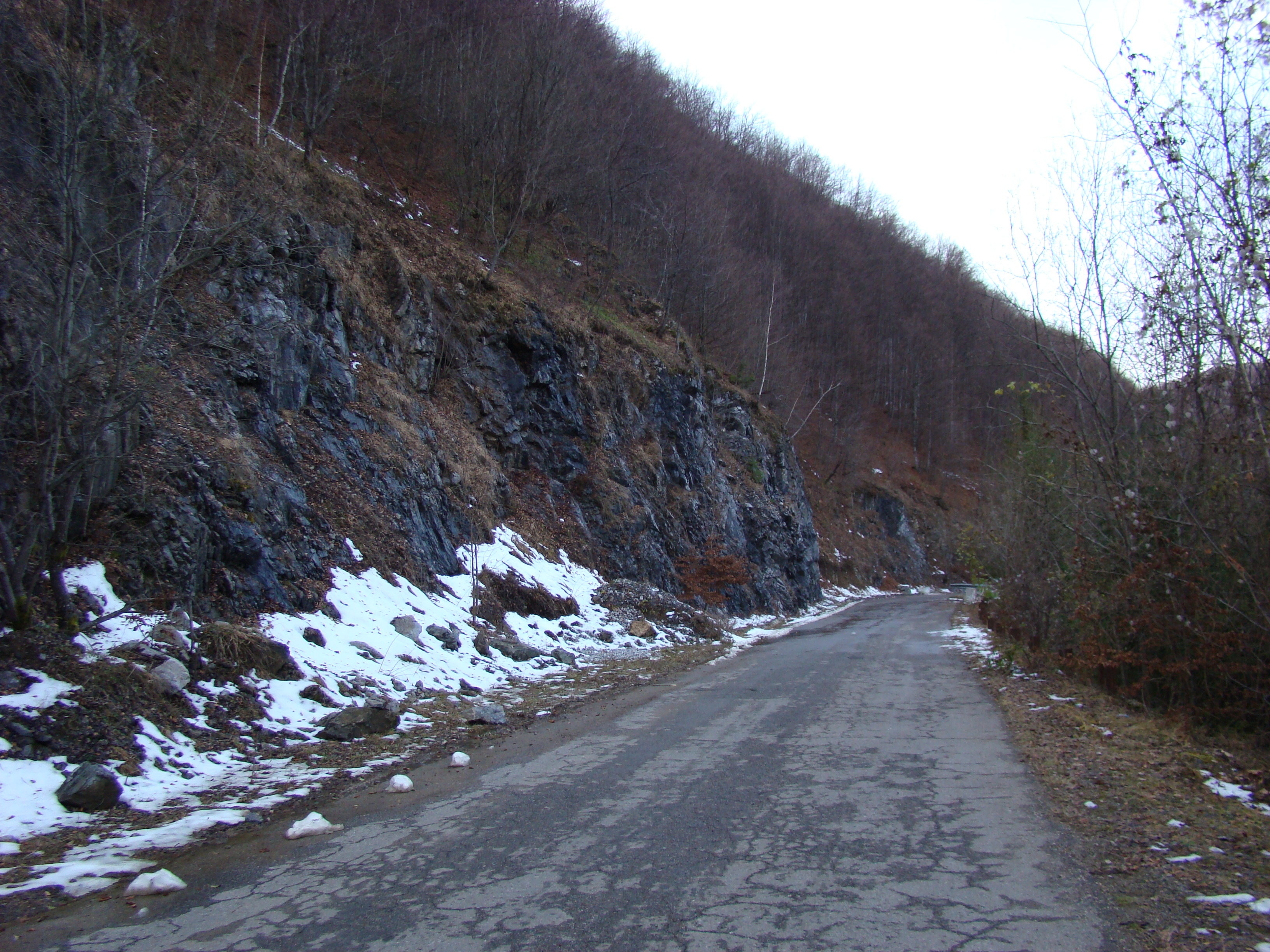
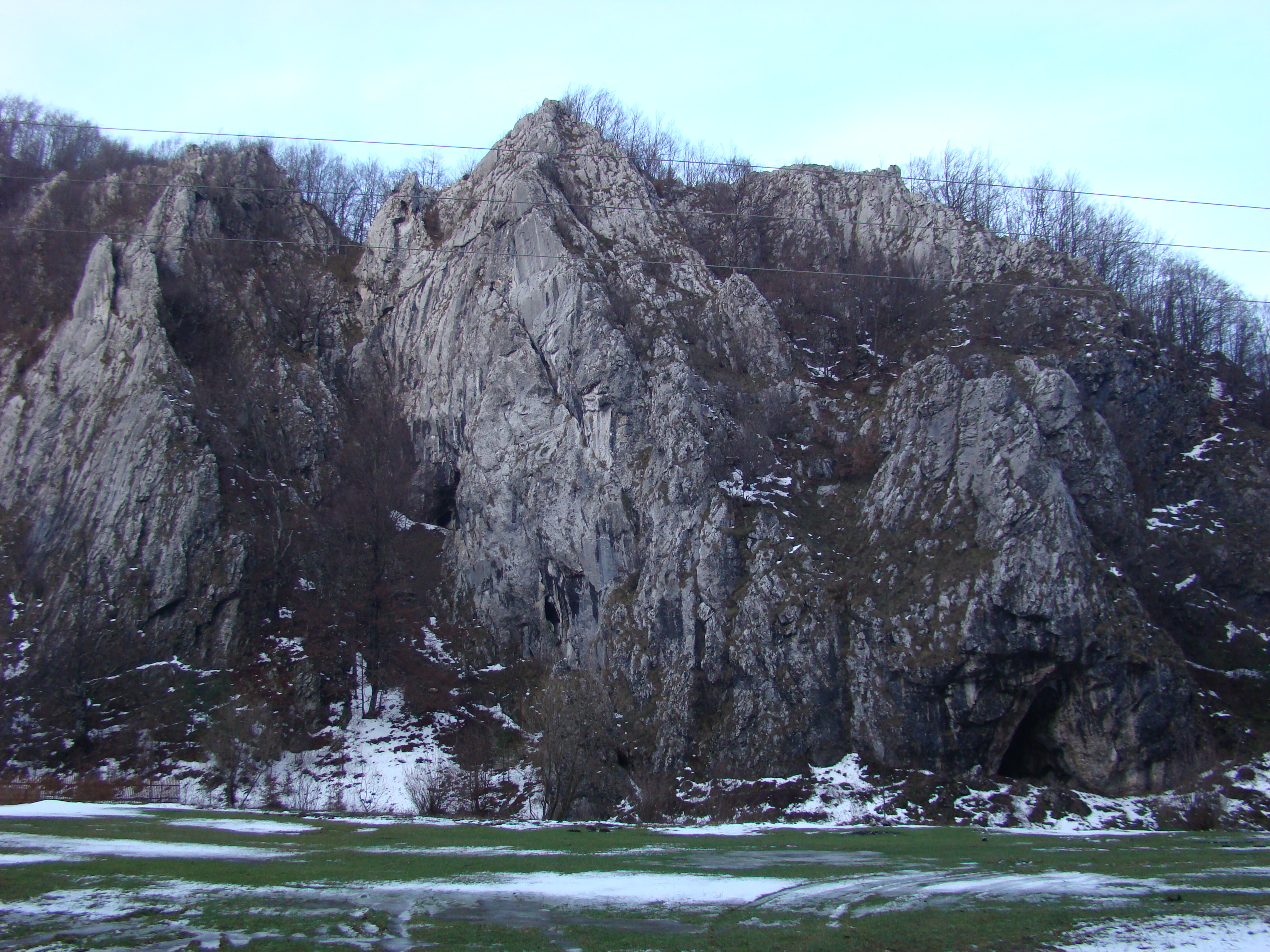
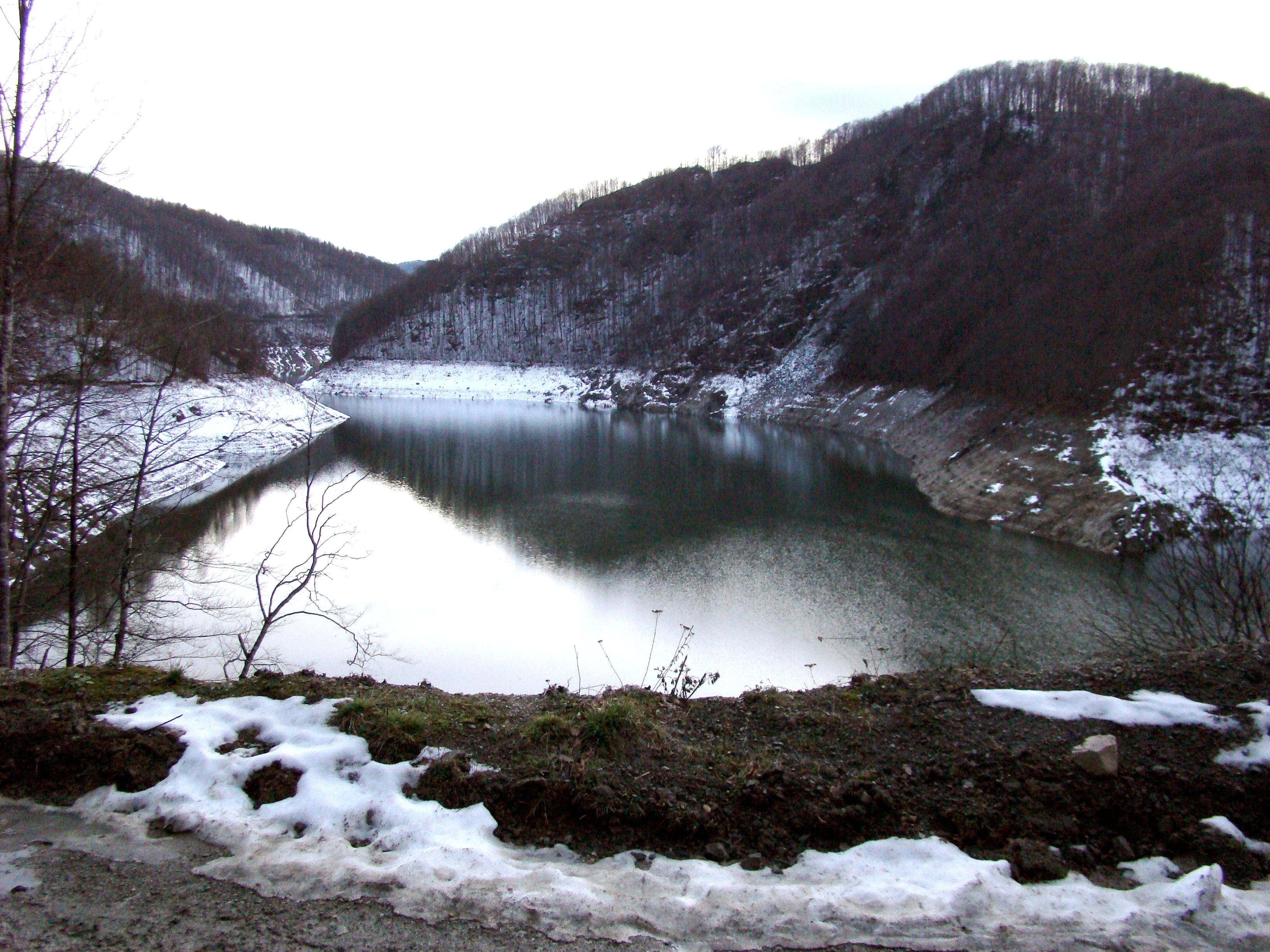
Lacul de acumulare
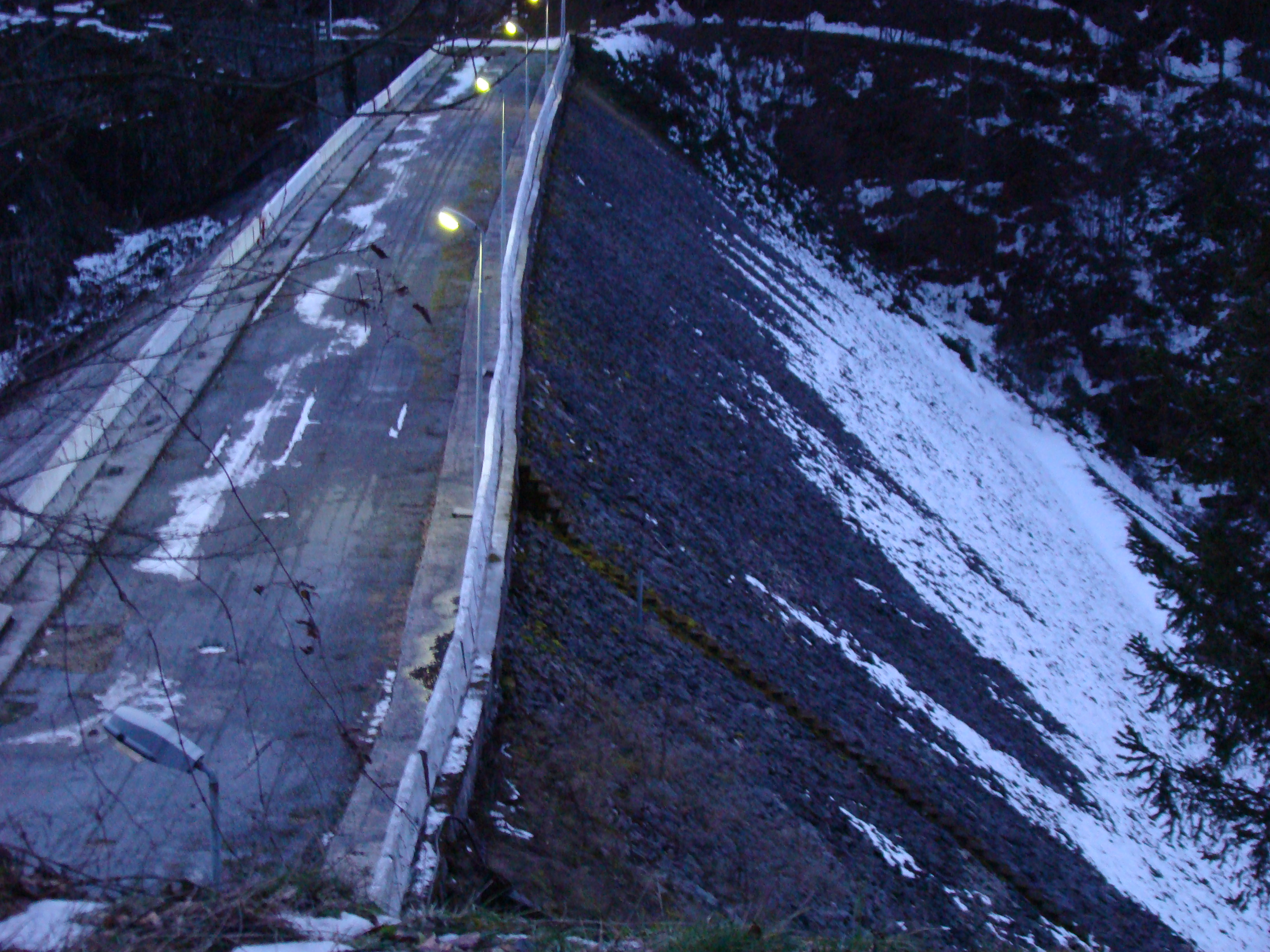
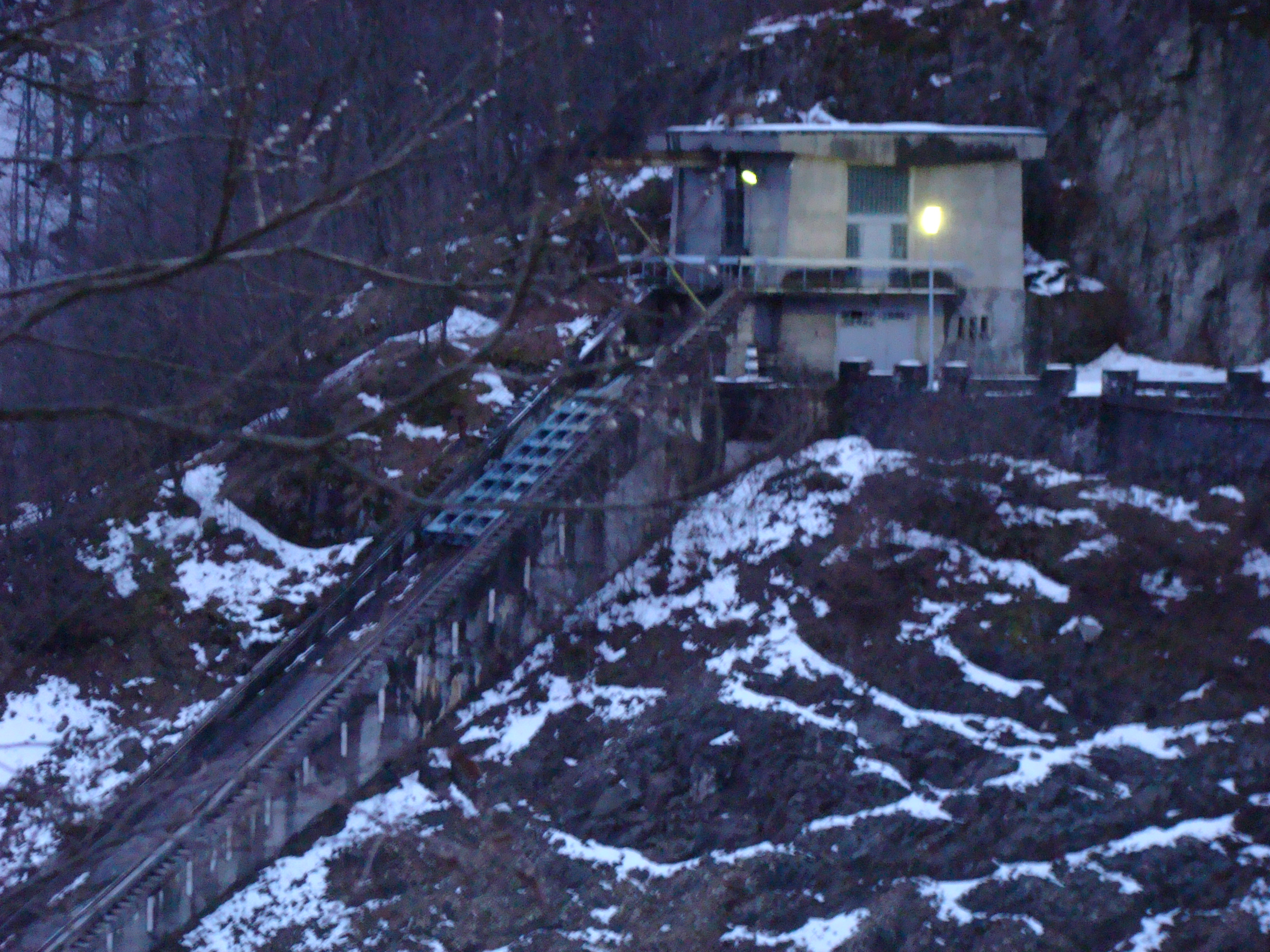
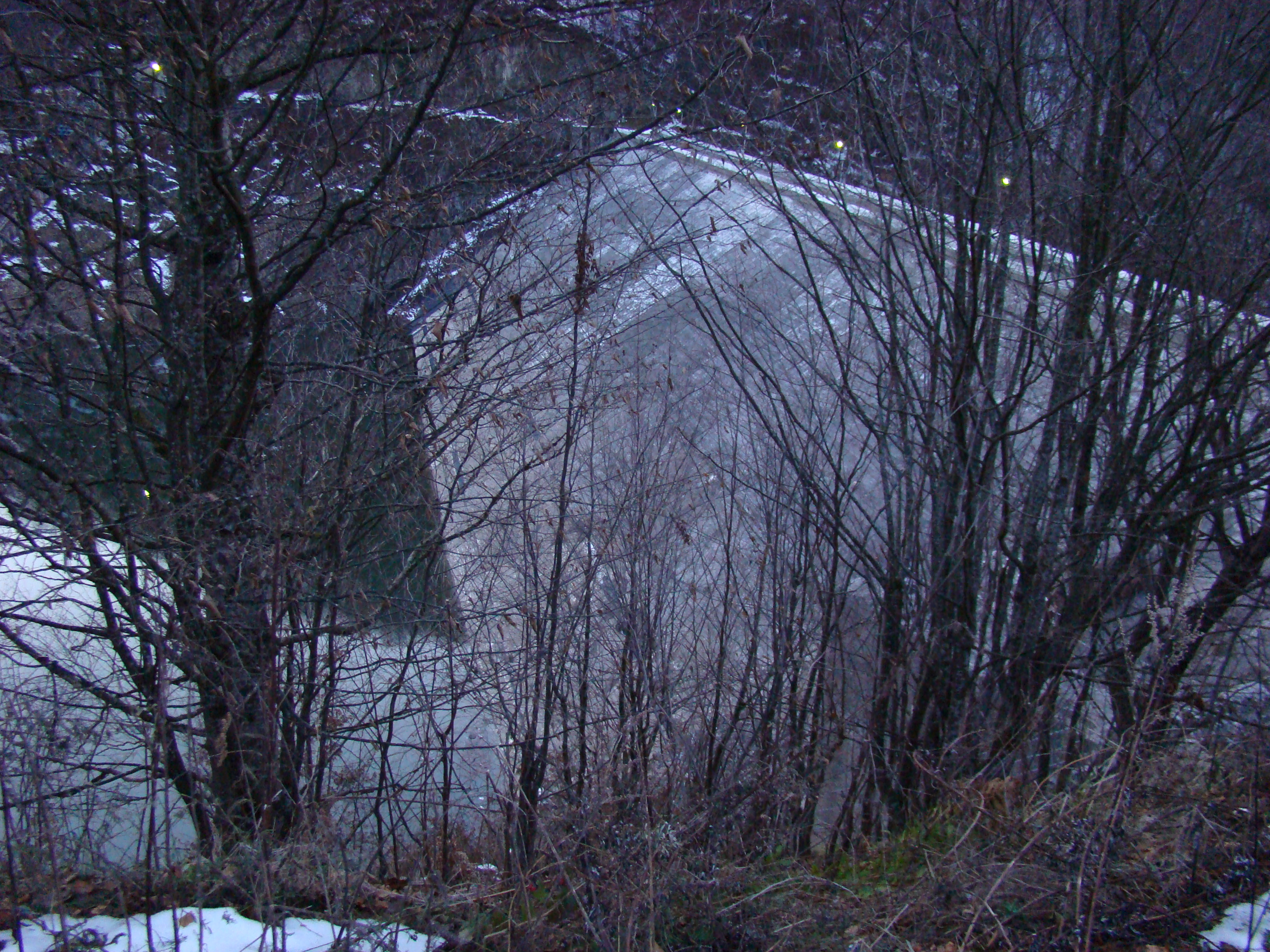
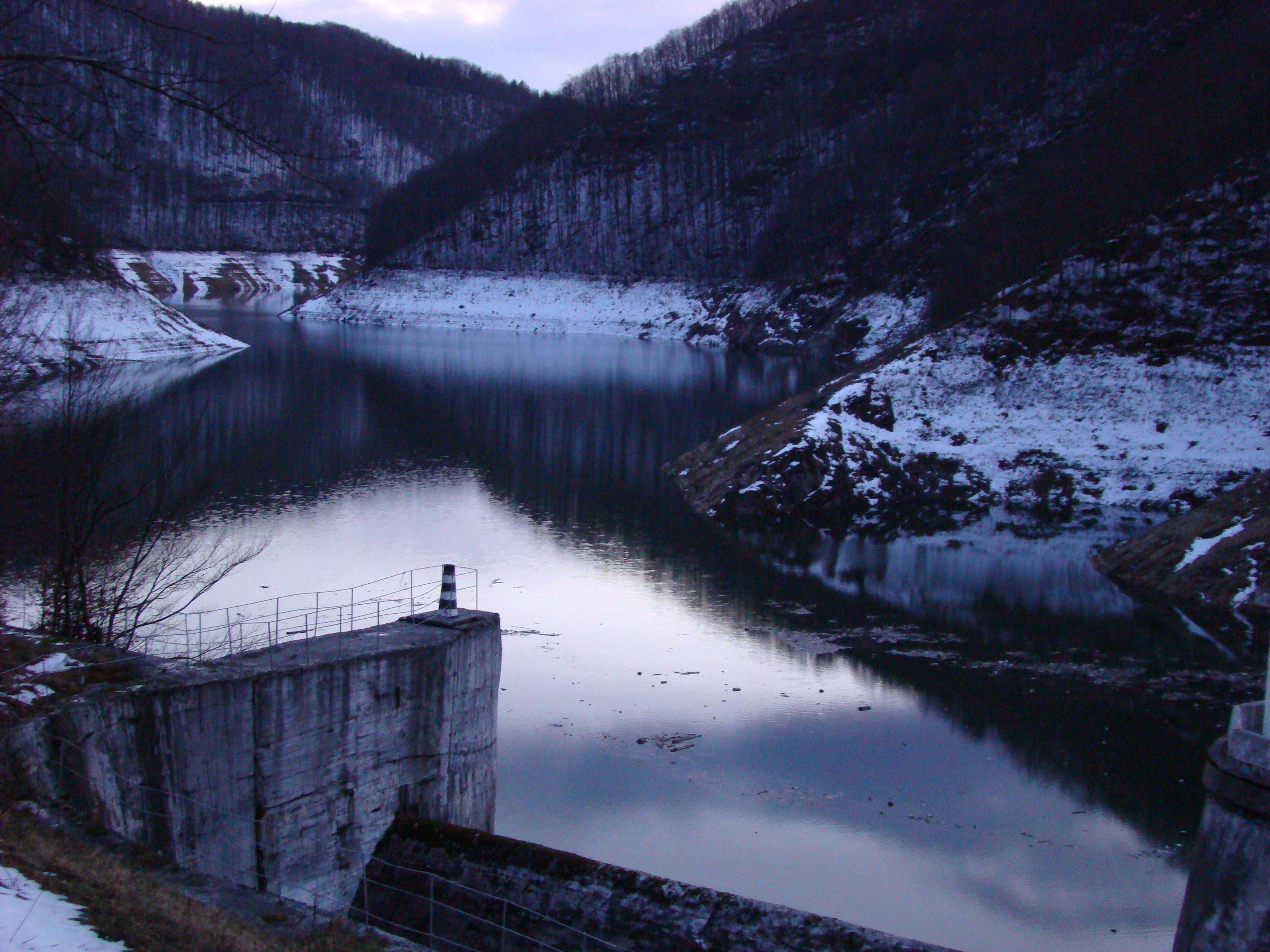
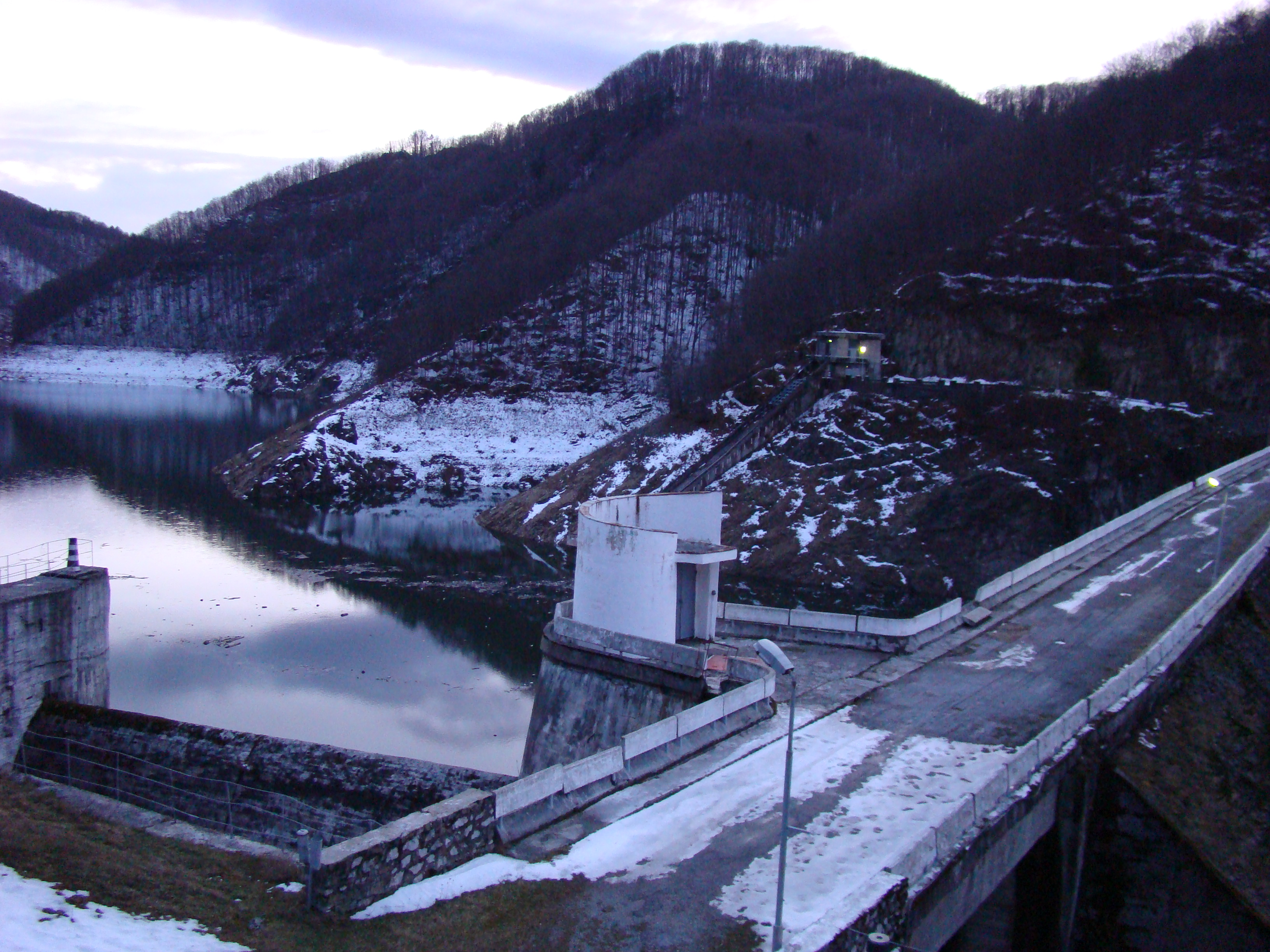
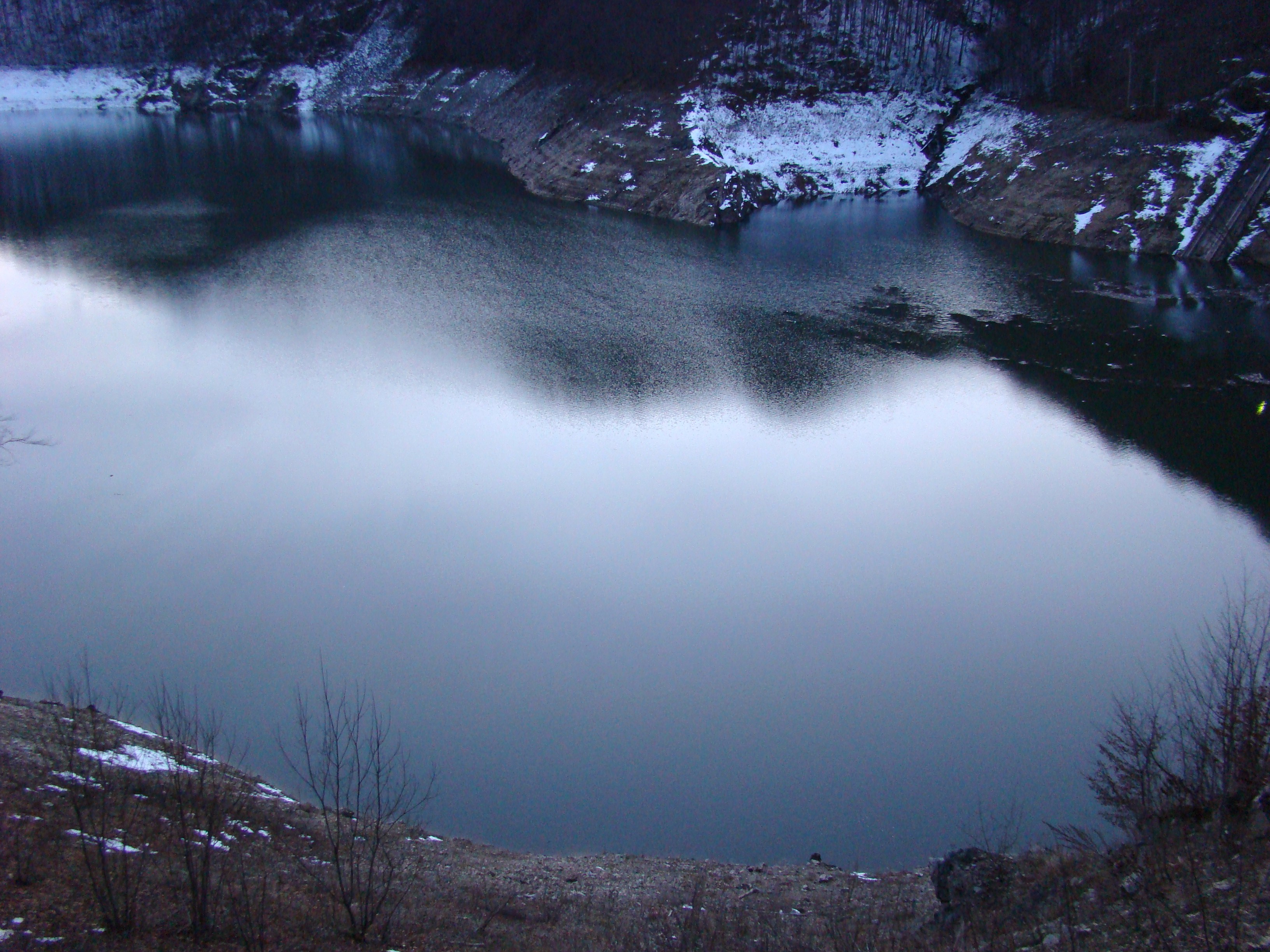
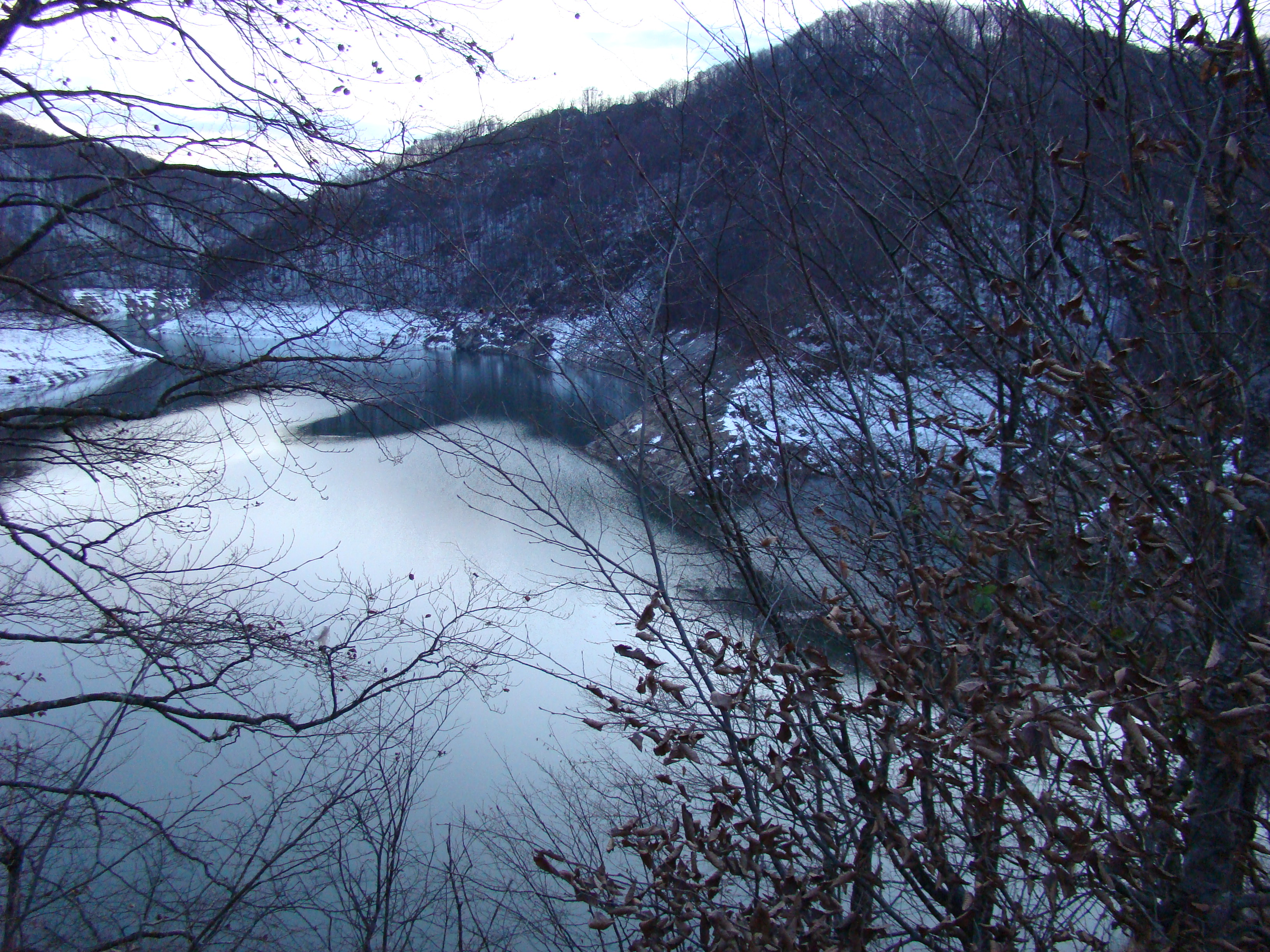
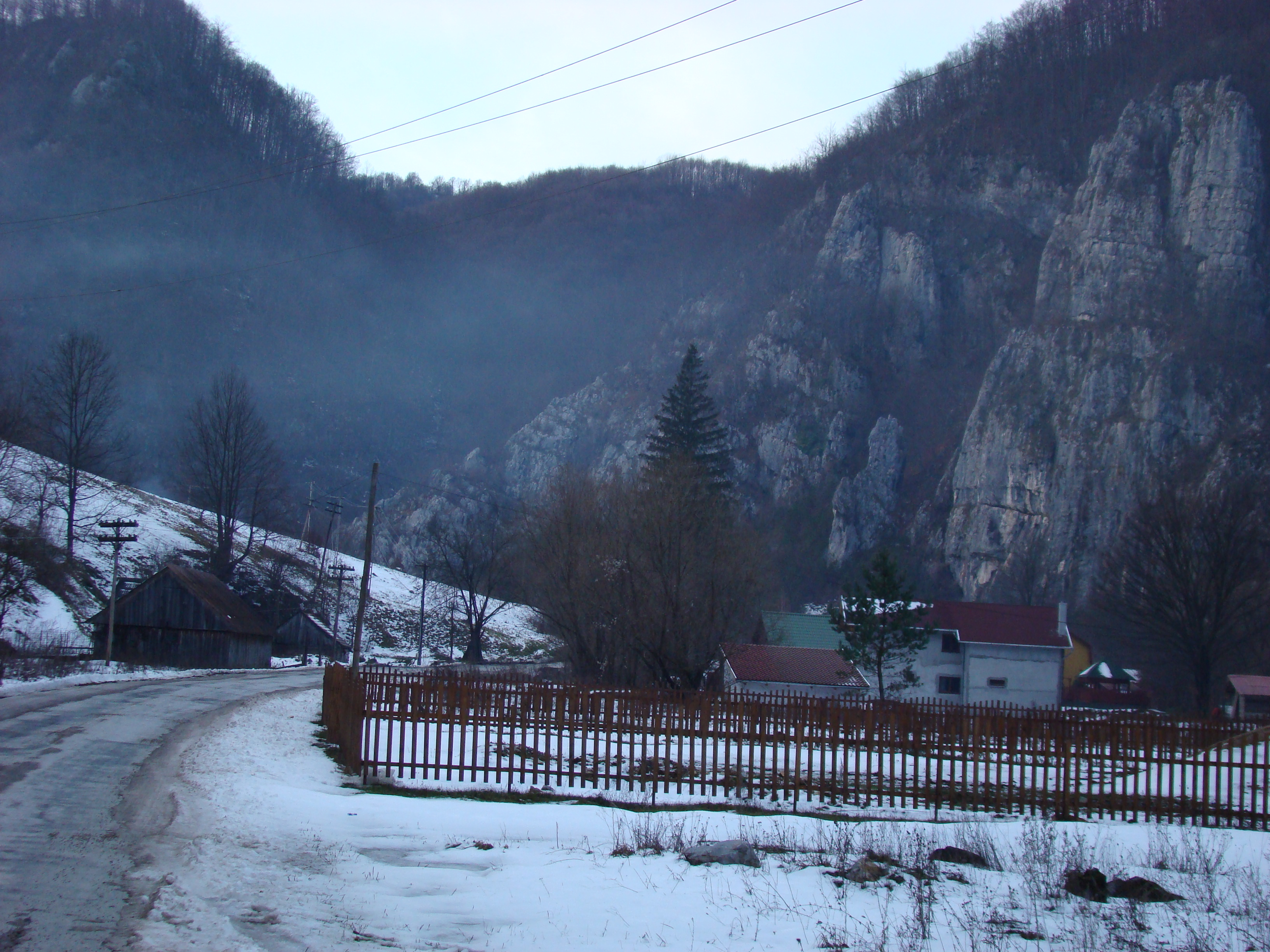